# Dom Hetrakul
Dom Hetrakul (Thai: ดอม เหตระกูล; RTGS: Dom Hetrakun), né le 9 avril 1976 à Bangkok, est un acteur thaïlandais et aussi le premier distributeur officiel des motos Triumph en Thaïlande.

## Biographie
En 1964, son grand-père, Saeng Hetrakul (ou Sang Hetrakul) fonde le journal Daily News, le deuxième quotidien le plus diffusé de Thaïlande après le Thai Rath.
Actuellement, son père Pracha Hetrakul dirige le Daily News (source : The Nation du 30 août 2012).
Dom Hetrakul s'est marié avec Koi Sasiluk Faijumpah et ils ont une fille.
Dom Hetrakul étudie à l'Assumption Bangrak School de Bangkok.
En 1989, à l'âge de 13 ans il commence à se passionner pour les motos. 
Pendant toute son adolescence, jusqu'à ses 20 ans, il lit régulièrement avec enthousiasme des livres et magazines sur les motos. Il a sa première Harley-Davidson à 20 ans (1996).
En 2006, il rencontre Nick Bloor (le fils de John Bloor qui a fait renaître la marque Triumph) et décide de réaliser un rêve d'enfant : faire partager sa passion des motos en devenant  vendeur de motos Triumph.
En 2007, il devient le premier distributeur officiel de motos Triumph en Thaïlande et il ouvre son magasin à Bangkok.

### Cinéma
En 1998, Dom Hetrakul commence une carrière d'acteur en jouant un rôle d'acteur principal dans le film Crime Kings de Tanit Jitnukul.
En 1999, il obtient le rôle principal dans les films d'action Extra Legal de Chalerm Wongpim et Beyond Forgiving de Manop Udomdej.
En 2004, il est de nouveau l'acteur principal dans le film Siamese Outlaws.
Ensuite, il ne joue plus que des seconds rôles dans The King Maker, dans le remake de Bangkok Dangerous des frères Pang et dans trois épisodes de King Naresuan de Chatrichalerm Yukol entre autres.
Il fait le doublage de voix de personnages secondaires de dessins animés dans Nos voisins, les hommes (2006), Shrek 3 (2007), Monstres contre Aliens (2009), Shrek 4 et Le Chat potté (2011) ; et le doublage de la voix de Batman dans Batman Begins (2005) et The Dark Knight : Le Chevalier noir (2008) .

### Télévision
Dom Hetrakul joue dans de nombreuses séries TV dont :
- le téléfilm américain Le Trésor de Barbe-Noire diffusé aux USA en juin 2006 et en France le 23 décembre 2015 ;
- la célèbre série Nua Mek 2  (thaï: เหนือเมฆ 2 มือปราบจอมขมังเวทย์; RTGS: Nuea Mek Song: Mue Prap Chom Khamang Wet) diffusée sur Channel 3 fin 2012-début 2013, une série produite par Chatchai Plengpanich (et dans laquelle il joue aussi avec sa femme Sinjai Plengpanich) et réalisée par Nonzee Nimibutr : cette série a suscité de vifs débats dans les médias thaïlandais car elle a été censurée brusquement par le pouvoir du parti Pheu Thai et du premier ministre Thaksin Shinawatra juste deux heures avant la diffusion des trois derniers épisodes[13].

## Filmographie
- 1998 : Crime Kings (เสือโจรพันธุ์เสือ)[14]
- 1999 : Extra Legal (ล่าระเบิดเมือง)[15]
- 1999 : Beyond Forgiving (ดอกไม้ในทางปืน)[16],[17]
- 2004 : Siamese Outlaws[18],[19]
- 2005 : The King Maker[20],[21]
- 2005 : Vampires 3 : La Dernière Éclipse du soleil (Vampires : The Turning)
- 2005 : L'île mystérieuse (Mini-série)
- 2008 : Sunny et l'Éléphant[22]
- 2008 : Bangkok Dangerous
- 2009 : Bangkok Adrenaline
- 2009 : The Marine 2 (litt. Le fusilier marin 2)
- 2011 : King Naresuan Part III
- 2011 : King Naresuan Part IV
- 2011 : The Outrage[23]
- 2012 : Bangkok Renaissance
- 2014 : King Naresuan Part V
- 2015 : L'Homme aux poings de fer 2